# Liste der Kulturdenkmale in Neritz
In der Liste der Kulturdenkmale in Neritz sind alle Kulturdenkmale der schleswig-holsteinischen Gemeinde Neritz (Kreis Stormarn) aufgelistet (Stand: 10. März 2025).

## Legende
In den Spalten befinden sich folgende Informationen:
- Objekt-ID: die Nummer des Kulturdenkmales
- Lage: die Adresse des Kulturdenkmales und die geographischen Koordinaten. Kartenansicht, um Koordinaten zu setzen. In der Kartenansicht sind Kulturdenkmale ohne Koordinaten mit einem roten Marker dargestellt und können in der Karte gesetzt werden. Kulturdenkmale ohne Bild sind mit einem blauen Marker gekennzeichnet, Kulturdenkmale mit Bild mit einem grünen Marker.
- Offizielle Bezeichnung: Bezeichnung des Kulturdenkmales
- Beschreibung: die Beschreibung des Kulturdenkmales
- Bild: ein Bild des Kulturdenkmales

## Bauliche Anlagen
| Objekt-ID     | Lage                                              | Offizielle Bezeichnung | Beschreibung | Bild            |
| ------------- | ------------------------------------------------- | ---------------------- | --- | --------------- |
| 7290 Wikidata | Nordseite der B 75 (53° 46′ 39″ N, 10° 16′ 29″ O) | Meilenstein            | Halbmeilenstein der Altona-Lübecker Chaussee an der B 75. Entfernung nach Altona 5½ Meilen (ca. 41 km), nach Lübeck 4 Meilen (ca. 30 km). Auf der Vorderseite eingemeißeltes Königsmonogramm Christian VIII., Entfernungsangabe ½ M(eile) und Jahreszahl 1840. Alteintragung (Aktualisierung vorgesehen) - Begründung: geschichtlich, wissenschaftlich, Kulturlandschaft prägend - Schutzumfang: gesamtes Objekt - Denkmaltyp: Bauliche Anlage | Fotos hochladen |